# تأسيس الديانة المسيحية

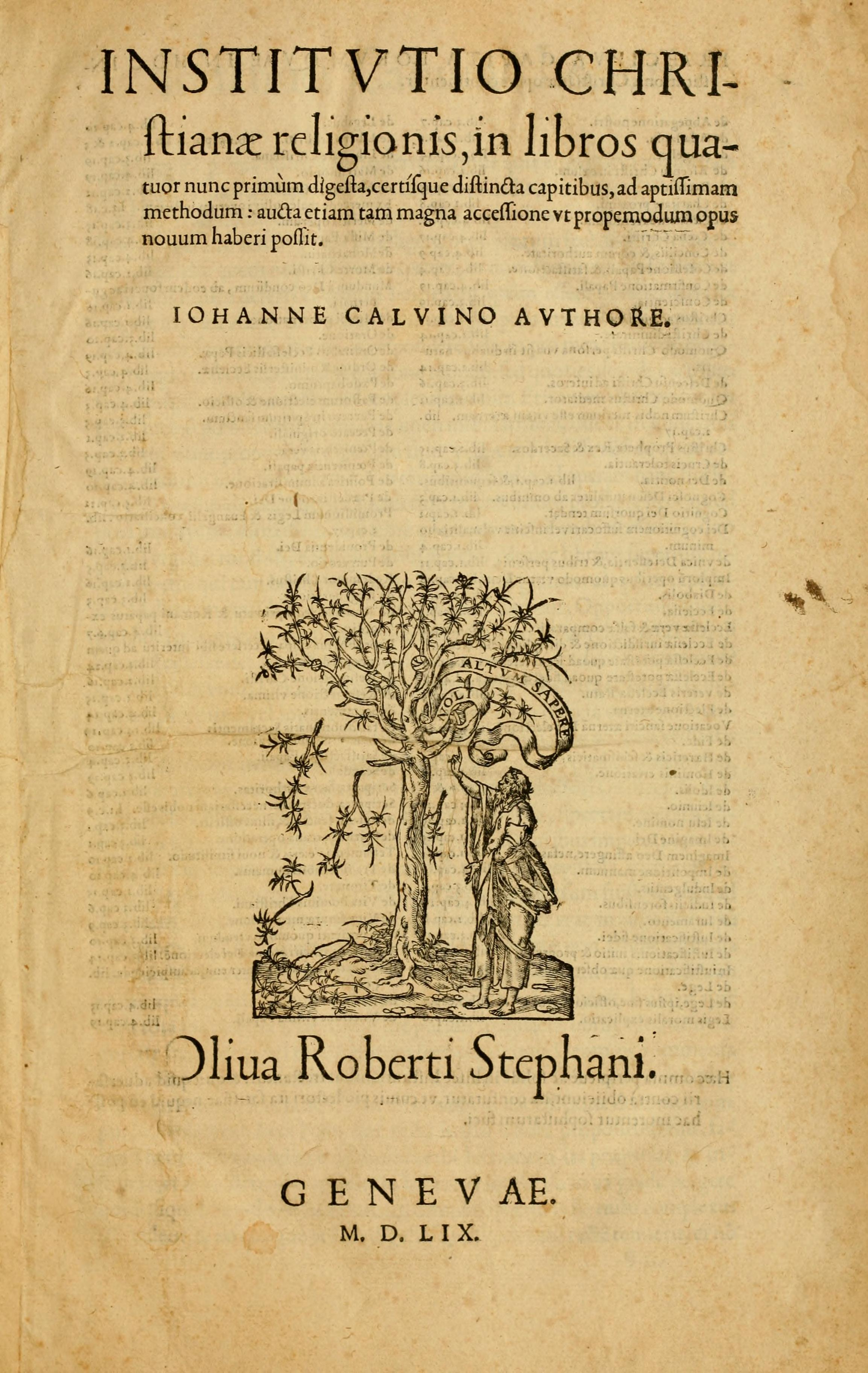
الصفحة الرئيسية لكتاب تأسيس الديانة المسيحية لجون كالفن.

تأسيس الديانة المسيحية (باللاتينيّة: Institutio Christianae religionis) هو عمل ومن مؤلفات جون كالفن تعالج اللاهوت النظامي البروتستانتي. يعتبر العمل ذات تأثير كبير في العالم الغربي ولا يزال يُقرأ ويُدّرس على نطاق واسع من قبل طلاب اللاهوت اليوم، نشر العمل في اللغة اللاتينية في 1536 (في نفس الفترة الذي حل فيه الملك الإنجليزي هنري الثامن الأديرة) وترجم العمل إلى لغة جان كالفن الأم اللغة الفرنسية في عام 1541.
كان هذا الكتاب بمثابة كتاب تمهيدي لشرح الإيمان البروتستانتي ويشمل شروح لمجموعة واسعة من المواضيع اللاهوتية عن مذاهب الكنيسة والأسرار المقدسة وتبرير بالايمان والحرية المسيحية. هاجمت كالفين بقوة تعاليم غير تقليدية في نظره، لا سيما الرومانية الكاثوليكية التي يقول كالفين انه كانت السبب تحوله إلى البروتستانتية.
يحظى الكتاب بتقدير كبير بين الكنائس البروتستانتية التي تعتمد لاهوت جان كالفن أو التي تعرف باسم الكنائس الكالفينية.

## روابط خارجية
- تأسيس الديانة المسيحية على موقع الموسوعة البريطانية (الإنجليزية)